# 五味子素
五味子素（Schisandrins）是从五味子果实中提取的一类生物活性物质。研究显示其有脂联素受体2（ADIPOR2）激动剂的作用。主要包括五味子素A，五味子素B（γ-五味子素）与五味子素C。五味子素能够调节神经系统的兴奋性，增加抑制性神经递质γ-氨基丁酸（GABA）的含量，减少谷氨酸的含量，能够宁心安神，因此具有镇静催眠作用

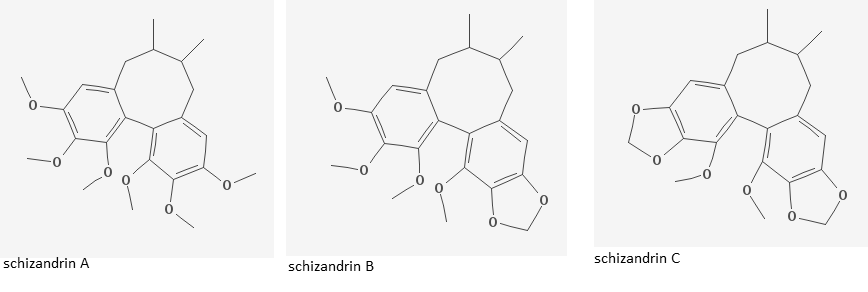
五味子素A，B与C的结构式